# Dreamspace
Dreamspace je album finské power metalové skupiny Stratovarius. Je to poslední album, na kterém zpívá Timo Tolkki ještě před tím, než do skupiny přišel Timo Kotipelto. Je to také první album, na kterém hraje basy Jari Kainulainen. Je to jedno z jejich nejtemnějších alb s velkým počtem textů narážejících na tlak moderního života, i když jejich novější album Stratovarius odhaluje v Tolkkiho textech více osobní stránku, pojednávající o jeho duševním zhroucení a nedávných nepokojích ve skupině. Skoro všechny skladby kromě "Hold on to Your Dream" byly z živých vystoupení. Album bylo ovlivněno příchodem Tima Kotipelta a skupina se začala přiklánět ku více formálnímu power metalovému zvuku následujících dvou alb, Fourth Dimension a Episode.

## Seznam skladeb
1. "Chasing Shadows" – 4:36
2. "4th Reich" – 5:52
3. "Eyes of the World" – 6:00
4. "Hold on to Your Dream" – 3:38
5. "Magic Carpet Ride" – 5:00
6. "We Are the Future" – 4:36
7. "Tears of Ice" – 5:41
8. "Dreamspace" – 6:00
9. "Reign of Terror" – 3:33
10. "Thin Ice" – 4:31
11. "Atlantis" – 1:09
12. "Abyss" – 5:06
13. "Shattered" – 3:30
14. "Wings of Tomorrow" – 5:15
15. "Full Moon" – 4:33 (bonusová skladba v Japonsku)

## Obsazení
- Timo Tolkki – Kytara, zpěv
- Jari Kainulainen – Basová kytara
- Antti Ikonen – Klávesy
- Tuomo Lassila – Bicí
- Sami Kuoppamäki – Bicí ve skladbách č. 3, 4, 6, 7 a 13